# Zingiber rubens
Zingiber rubens là một loài thực vật có hoa trong họ Gừng. Loài này được William Roxburgh miêu tả khoa học đầu tiên năm 1810.

## Mẫu định danh
Zingiberaceae Resource Centre (ZRC) hiện tại chưa ghi nhận mẫu vật hoặc hình ảnh nào là holotype/lectotype. Kai Larsen (1996) ghi vắn tắt như sau: rubens Roxb., Asiat. Res. 11 (1810) 348. Type: Hook.f. & Thomson Herb. Ind. Or. 10. (to be selected at K).

## Từ nguyên
Tính từ định danh rubens là động tính từ chủ động thời hiện tại trong tiếng Latinh, nghĩa là màu đỏ, ánh đỏ, hung đỏ; ở đây là để nói tới các lá bắc của cành hoa bông thóc có màu đỏ của loài này.

## Phân loại
Z. rubens thuộc về tổ Cryptanthium.

## Phân bố
Loài này có trong khu vực từ miền đông Ấn Độ, Bhutan, Nepal qua Bangladesh, Myanmar tới Thái Lan, Lào. Môi trường sống là rừng lá sớm rụng ẩm ướt hay dưới tán trong các rừng tếch, nơi râm mát.
POWO cho rằng nó có ở miền nam Trung Quốc, nhưng Flora of China không ghi nhận loài này có ở Trung Quốc.
POWO cũng cho rằng nó có ở Việt Nam. Phạm Hoàng Hộ (1999) cũng ghi nhận điều này và gọi nó là gừng đỏ.
Tại MNHN hiện tại lưu các mẫu sau: Balansa B. 4215 (MNHN-P-P00289173, MNHN-P-P00289174), Balansa B. 4216 (MNHN-P-P00289175),  thu thập tương ứng vào tháng 11 năm 1887 và tháng 9 năm 1886 tại núi Ba Vì ban đầu được định danh là Z. rubens nhưng hiện tại đều được coi là Z. roseum. Ngoài ra, hai mẫu do P. A. Eberhardt thu thập tại Việt Nam năm 1907 hiện vẫn được định danh là Z. rubens nhưng không có thông tin gì về điểm lấy mẫu là  Eberhardt P.A. s.n. (MNHN-P-P00451010 và MNHN-P-P00451011).

## Mô tả
Cây thảo thân rễ lâu năm, cao 1,8–2,5 m. Thân rễ ruột màu trắng kem, vỏ màu nâu sáng, mùi thơm nhẹ. Thân lá thon búp măng, nhẵn nhụi, màu xanh lục ở trên, màu hồng ánh đỏ ở dưới. Lá 7 cặp; phiến lá hình elip đến thuôn dài-hình mác rộng, 30–40 × 10–12 cm, mặt gần trục nhẵn nhụi, mặt xa trục có lông tơ, đỉnh nhọn, đáy tù, mép gợn sóng nhiều hay ít; lưỡi bẹ hình tam giác, dài 1 cm, nhẵn nhụi, màu trắng, dạng màng; cuống lá dài 3–5 mm, hơi có lông tơ. Cụm hoa mọc từ thân rễ, phủ phục, kết đặc; cành hoa bông thóc hình trứng, ~6 × 5,5–6,5 cm, đỉnh cắt cụt; cuống cụm hoa dài 6–7 cm. Lá bắc hình mác, dài ~6 cm, màu đỏ tươi, hơi có lông tơ. Lá bắc con thường thẳng, dài 5,5 cm, thưa lông tơ, màu đỏ nhạt, dạng màng. Hoa màu ánh trắng đến đỏ nhạt; đài hoa hình ống, dài 2,5 cm, màu trắng, dạng màng; ống tràng hoa dài ~4 cm, màu ánh trắng đến đỏ nhạt; các thuỳ tràng hoa chuyển thành màu đỏ tươi, có lông tơ; thùy tràng lưng 3,5 × 0,5 cm; các thùy bên ~3 × 0,6 cm; cánh môi nền màu ánh vàng kem điểm những đốm màu đỏ; thùy giữa thuôn dài, 3 × 1 cm, đỉnh thuôn tròn hiếm khi chẻ đôi; nhị lép bên rất nhỏ, thuôn tròn. Nhị dài 3,5 cm, hình vòng cung, màu đỏ sẫm; chỉ nhị dài 2 mm, màu trắng; các thùy bao phấn gần thuôn dài, song song, dài 2 cm, đường kính 4 mm, màu nâu hạt dẻ ánh vàng, mào dài và cong, dài 1,5 m, màu nâu hạt dẻ ánh hồng. Bầu nhụy thuôn dài, dài 5 mm và đường kính 3–4 mm, màu ánh nâu, có lông tơ, 3 ngăn, noãn đính trụ với 3 hàng noãn mỗi ngăn, vòi nhụy dài 5,8–6 cm, đầu nhụy hình phễu, dài ~1 mm, màu trắng, mép có lông rung; tuyến trên bầu 2, thẳng, dài 4–5 mm, màu vàng nhạt. Quả nang hình trứng ngược, ~2,6 × ~1 cm, màu trắng ánh hồng. Ra hoa và tạo quả tháng 8-10.